# Hans Rudolf Schiess

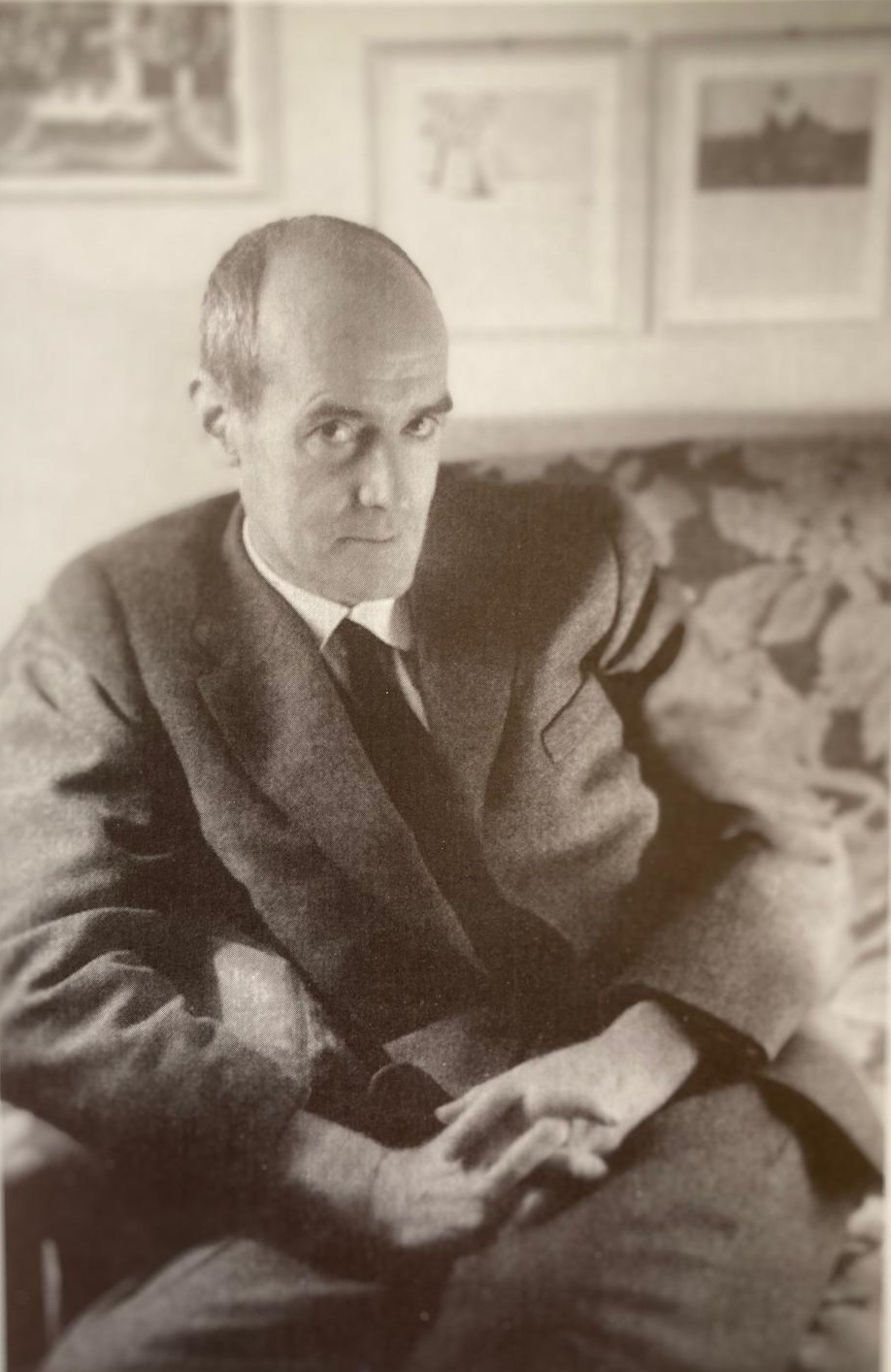
Hans Rudolf Schiess in seinem Wohnzimmer in Basel ca. 1975

Hans Rudolf Schiess (* 24. Dezember 1904 in Atzenbach; † 29. November 1978 in Basel) war ein Schweizer Maler. Sein Werk umfasst Ölgemälde, Grafiken, Glasmalerei und Wandbilder.

## Leben und Werk
Hans Rudolf Schiess war ein Sohn des Schweizer Fabrikanten Victor Alfred Schiess (1864–1941) und der Clara, geborene Imhoff (1873–1953). Er war das vierte von sieben Kindern und wuchs in Atzenbach und später in Riehen auf. Der Maler Ernesto Schiess war sein Onkel. Traugott Schiess, ebenfalls Maler, war ein Grossonkel. 
Schiess  wurde infolge einer misslungenen Blinddarmoperation wiederholt hospitalisiert und brach wenige Monate vor dem Maturitätsexamen am Humanistischen Gymnasium in Basel die Schule ab. Nach einem Aufenthalt in Paris kehrte er fest entschlossen, die Malerlaufbahn einzuschlagen, nach Basel zurück. In der Folge besuchte er von 1923 bis 1924 die Malklasse an der Allgemeinen Gewerbeschule Basel. Seine Lehrer waren Arnold Fiechter und Albrecht Mayer. 1925 hielt sich Schiess zum Arbeiten bei Otto Staiger in Besazio im Tessin auf. Zudem besuchte er für wenige Tage Ernst Ludwig Kirchner in Davos. Weitere sechs Monate hielt er sich in Spanien auf.
Durch die Vermittlung von Albert Müller hielt er sich von Juni bis September 1927 wieder bei Ernst Ludwig Kirchner auf. Dieser brachte ihm das Radieren und Lithografieren bei. 1928 folgten ein Aufenthalt in Berlin und eine Studienreise nach Sizilien und Italien. Ab Herbst 1929 studierte Schiess als zahlender Schüler zehn Monate lang am Bauhaus Dessau und erhielt von Paul Klee und vor allem von Wassily Kandinsky wesentliche Impulse. Von 1929 bis 1930 entstanden erste Arbeiten in Glas.
Von 1930 bis 1935 lebte Schiess in Paris und pflegte die Freundschaft zu zahlreichen Künstlern wie Hans Arp und Sophie Taeuber-Arp, Max Ernst, Auguste Herbin, Kurt Seligmann, Fernand Léger, Robert Delaunay, Josef Albers und Georges Vantongerloo. In Paris entdeckte Schiess zudem sein Interesse am Film.
Schiess war ein Mitbegründer der Künstlergruppe Abstraction-Création und half 1932 Jean Hélion bei der Herausgabe der ersten Nummer des Almanachs Abstraction-Création, Art non-figuratif. Im gleichen Jahr stellte er seine Werke zusammen mit Hans Arp, Kurt Seligmann, und Serge Brignoni in der Kunsthalle Basel aus.
Schiess kehrte nach intensiven Maljahren 1936 in die Schweiz zurück. Ab 1937 lebte er in Zürich und schloss sich der Künstlergruppe «allianz» an und wirkte in deren Vorstand. Zudem schrieb er für die Weltwoche Filmkritiken und arbeitete für den Filmverleih «Central», für den er das Signet zeichnete und einen Trickfilm machte. Von 1938 bis 1940 leitete Schiess in Luzern das Studiokino «Blau/Weiss». 

1941 heiratete er Charlotte Emma (1916–2014). Zusammen hatten sie drei Töchter. Nach einem «Bekehrungserlebnis», das ihn zu einer Neuorientierung veranlasste, studierte er von 1941 bis 1944 Chemie am Technikum Winterthur. Schiess lebte ab 1945 mit seiner Familie in Basel und arbeitete Teilzeit bei Weleda in Arlesheim. Zudem widmete er sich morphologischen Studien am physikalisch-chemischen Institut der Universität Basel.  

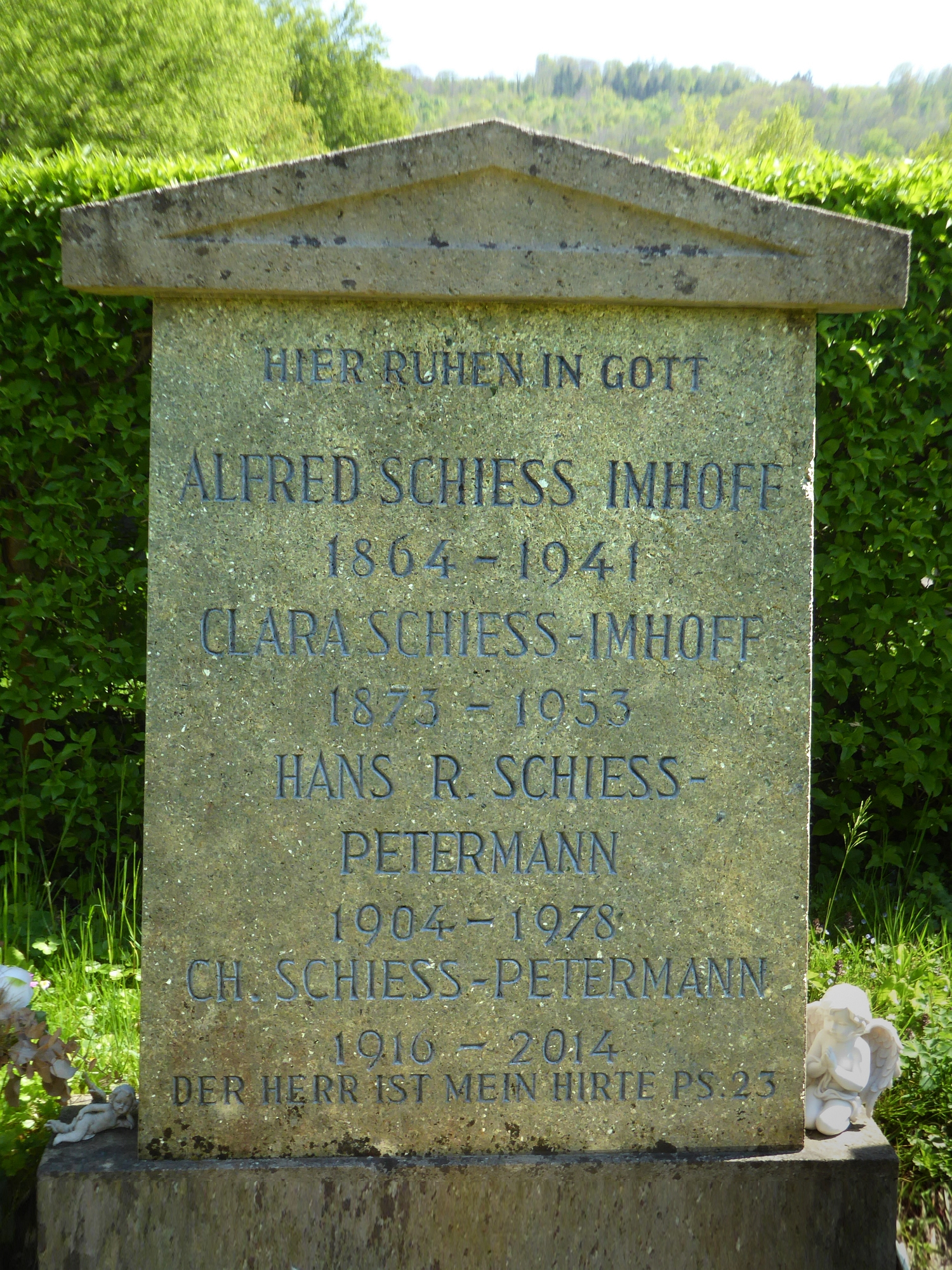
Grab auf dem Friedhof am Hörnli

In der April-Ausgabe der Zeitschrift Du erschienen 1945 unter dem Titel Gestalt und Gesetz des Irdischen. Eine Bilderschau Fotografien von Schiess mit den dazugehörigen Erläuterungen. Sie zeigen verschiedene Stoffe in verschiedenen Aggregatszuständen. 1946 übersetzte er Die Geschichten meines Lebens von Benjamin Franklin aus dem Englischen ins Deutsche. 
Schiess war Mitglied der Künstlervereinigung Gruppe 33. Nach zehnjähriger Pause begann er 1947 wieder ausschliesslich zu malen. Die Grundlage für die neue Maltätigkeit bildeten Texte wie Albrecht Dürers Unterweisung der Messung mit Zirkel und Richtschnur. Eine weitere Inspirationsquelle fand er in Goethes Farbenlehre. Zudem beschäftigte er sich intensiv mit dem Goldenen Schnitt und den Schriften des Musikwissenschaftlers Alexandre Denéréaz, vor allem der 1931 erschienenen Schrift L’harmonie des nombres – rythmes humains, rythmes cosmiques («Zahlenharmonie – menschliche Rhythmen, kosmische Rhythmen»). In der Folge zerstörte er einige ältere Arbeiten, vor allem Grafiken, die er für zu experimentell und individualistisch hielt.  
Anstelle der vielseitigen Tätigkeit der 30er- und frühen 40er-Jahre zog sich Schiess in asketischer Zurückgezogenheit und einer 48-Stunden-Woche in sein Atelier in Herrenschwand zurück, eine Baracke ohne Wasser- und Stromanschluss. Dort widmete er sich neben der künstlerischen Arbeit der Meditation und dem Studium des Evangeliums. Ende der 50er-Jahren sagte Schiess von sich: «Nun weiss ich, wie man malen muss, jetzt kann ich es.» Das Malen wurde nun bis zu seinem Tod mehr zu einem Instrument der Meditation, mehr ein Weg nach innen als nach aussen. Da Schiess viele seiner Werke nachträglich falsch datierte, ist es schwierig, sie chronologisch richtig einzuordnen. 
Hans Rudolf Schiess fand seine letzte Ruhestätte auf dem Friedhof am Hörnli.

## Ausstellungen
Seine Werke zeigte er regelmässig in Gruppen- und Einzelausstellungen, so mehrmals in der Galerie Carzaniga & Ueker Basel. Zudem stellte er im Kunsthaus Zürich, in der Kunsthalle Basel, im Musée des beaux-arts in Neuenburg, im Kunstmuseum Winterthur, im Kunstmuseum Luzern, im Bündner Kunstmuseum und im Schloss Ebenrain aus, ebenso in der Nationalgalerie Berlin, im Haus der Kunst in München und im Museum Ludwig in Köln.